# Höhenmedizin
Die Höhenmedizin ist ein Teilgebiet der Gebirgsmedizin (auch Bergmedizin oder Alpinmedizin). Sie befasst sich fachspartenübergreifend speziell mit den gesundheitlichen Auswirkungen von Aufenthalten des Menschen in großen Höhen, insbesondere beim Höhenbergsteigen. Höhenmedizinische Themen werden vor allem in der Sportmedizin, aber auch in der Flugmedizin und Reisemedizin abgehandelt.

## Thematik
Der menschliche Körper kann sich bei ausreichender Akklimatisation an den Aufenthalt in großen Höhen anpassen (bis maximal etwa 5.000 m, darüber nicht mehr). Er reagiert unter anderem mit:
- Hyperventilation: führt zunächst zu abnehmender Pulsfrequenz, nach wenigen Stunden wieder zu einem starken Anstieg, erst nach ein bis zwei Tagen erfolgt eine erneute Abnahme
- Zunahme des Herzminutenvolumens
- ansteigender Hämoglobinkonzentration im Blut: erst nach zwei bis drei Wochen ist eine weitergehende Akklimatisation erreicht, nach fünf bis sechs Monaten ein optimaler Wert

Bei ungenügender Akklimatisation kann es zur Höhenkrankheit kommen. Akute und lebensbedrohliche Formen, die sich aus der Höhenkrankheit ergeben können, sind:
- Höhenlungenödem[1]
- Höhenhirnödem
- Hypoxie

Weitere erhebliche Gesundheitsrisiken beim Höhenbergsteigen sind neben der Unfallgefahr vor allem Hypothermie (Unterkühlung), Hypohydration (Wassermangel, siehe auch Dehydratisierung und Exsikkose) und Hypoglykämie (Unterzuckerung), sowie z. B. Hitze und UV-Strahlung, Ernährungsfehler und Stress in Gefahrensituationen.

## Höhenmedizinische Forschung
Zu den Grundlagen der höhenmedizinischen Forschung gehörte der 1648 erfolgte Nachweis der Abnahme des Barometerdrucks in der Höhe durch Pascal. Die Bedeutung eines in der Höhe mit dem Luftdruck abfallenden Sauerstoffpartialdrucks wurde 1660 durch den französischen Physiologen Paul Bert erforscht. Die Höhenmedizin hat sich insbesondere seit den Erstbesteigungen und dem zunehmenden Tourismus in höchsten Bergregionen der Welt sowie der Zunahme der Zahl an Gebirgssportarten entwickelt. Einer der Pioniere der Höhenmedizin ist Charles Snead Houston (1913–2009), ein Bergsteiger, der die erste amerikanische Expedition zum K2 (1938) leitete und an der ersten Erkundungstour der Mount-Everest-Südseite teilnahm (1950). Er verfasste neben zahlreichen alpinistischen auch höhenmedizinische Werke. Wichtige Erkenntnisse lieferten auch die privaten Forschungen von Alexander Mitchell Kellas (er hatte um 1920 als einer der ersten Wissenschaftler überhaupt auf die mögliche Verwendung mit Sauerstoff angereicherter Atemluft in großen Höhen hingewiesen, nahm auch an der Britischen Mount-Everest-Expedition 1921 teil, bei der er aber beim Anmarsch ums Leben kam) und die Dekompressionskammerexperimente von Professor Georges Dreyer, der als höhenmedizinischer Berater der Royal Air Force tätig war. Nach seinen Untersuchungen, die er unter anderem mit George Ingle Finch (Finch war Forscher und Lehrer am Imperial College, er nahm an der Britischen Mount-Everest-Expedition 1922 teil) durchführte, war er der Auffassung, dass in extremen Berghöhen das Überleben nur mit zusätzlichem Sauerstoff möglich sei. Weiterhin wurden die Beobachtungen von Paul Bert herangezogen, der auch den Tod von Ballonfahrern in großen Höhen untersucht hatte. Der erste Berg im Himalaya, der mit zusätzlichem Sauerstoff bestiegen wurde, war der Trishul im Jahr 1907. Mit Hilfe von mitgeführtem Sauerstoff bestiegen 1953 der Neuseeländer Edmund Hillary und der Nepalesen Tenzing Norgay den Mount Everest. 1978 bestiegem Reinhold Messner und Peter Habeler den Berg ohne zusätzlichen Sauerstoff.
Auf zahlreichen Expeditionen in die höchsten Bergregionen der Erde werden heute von verschiedener Seite höhenmedizinische Forschungen durchgeführt. In der höchstgelegenen Hütte der Alpen, der 4554 m hoch gelegenen Capanna Regina Margherita (sogenannte „Kopfwehkiste“) auf der Signalkuppe/Punta Gnifetti im Monte-Rosa-Gebiet, befindet sich heute ein bekanntes internationales Zentrum für höhenphysiologische Forschung.

## Fachgesellschaften
Unter dem Dach der International Society for Mountain Medicine sind im deutschsprachigen Raum aktiv:
- Deutsche Gesellschaft für Berg- und Expeditionsmedizin
- Österreichische Gesellschaft für Alpin- und Höhenmedizin
- Schweizerische Gesellschaft für Gebirgsmedizin